# انسداد الشريان الشبكي الفرعي
انسداد الشريان الشبكي الفرعي (اختصارًا BRAO) هو اضطرابٌ نادرٌ في أوعية الشبكية يحدث فيها انسداد في أحد فروع الشريان المركزي للشبكية.

## الأعراض والعلامات
العَرَض النموذجي هو فقدان مفاجئ وغير مؤلم للرؤية في المجال البصري الذي يغطيه الشريان المسدود. يُمكن للمرضى عادة تحديد وقت ومدى فقدان البصر بدقة.[بحاجة لمصدر]
أبرز النتائج الطبية هي تبييض الشبكية في المساحة المقابلة للمنطقة التي تعاني من نقص التروية الدموية. يختفي تبييض الشبكية في المرحلة المزمنة.[بحاجة لمصدر]

## عوامل الخطر
تشمل عوامل الخطر:[بحاجة لمصدر]
- ارتفاع ضغط الدم
- ارتفاع مستويات الدهون
- تدخين السجائر
- السكري

## التشخيص
تصوير الأوعية بالفلوريسين يكشف الانتقاص المفاجئ في الصبغة الفلوريسينية عند موقع الانسداد. عادة ما تكون الاختبارات المساعدة ليست ضرورية لإجراء التشخيص. يُمكن تأكيد مدى فقدان البصر بواسطة اختبار مجال الرؤية.[بحاجة لمصدر]

## العلاج
لا يوجد علاج مُثبت لانسداد الشريان الشبكي الفرعي. في الحالات النادرة للمرضى الذين يعانون من انسداد الشريان الشبكي الفرعي بالإضافة إلى اضطراب جهازي، قد يحول مضاد التخثر دون حدوث مزيد من تكرار الانسدادات الشريانية الشبكية.

## الوبائيات
حسب علم الوبائيات، فإنَّ متوسط عمر المرضى المصابين هو 60 عامًا. العين اليمنى هي الأكثر شيوعا للإصابة من العين اليسرى وهو ما يعكس على الأرجح إمكانية أكبر لوجود إنسداد وعائي (صمّة) في القلب أو الشريان الأورطي انتقل إلى الشريان السباتي الأيمن. معظم الحالات تحدث بسبب الإنسدادات الوعائية في الدورة الدموية لشبكية العين. حُددت ثلاثة أنواع رئيسية من الإنسدادات الوعائية (الصمات) في الشبكية: بسبب الكولسترول، الانسداد الكلسي، الفايبرين والصفائح.[بحاجة لمصدر]